# Sakhnin
Sakhnin (in arabo سخنين‎?; in ebraico סח'נין‎?) è una città di Israele situata nel distretto Settentrionale, nella regione storica della Galilea. La popolazione è costituita da arabi israeliani.

## Storia
L'insediamento nella zona di Sakhnin risale a circa 3500 anni fa, quando fu menzionato per la prima volta nel 1479 a.C. da Thutmose II, i cui antichi documenti egiziani lo indicano come centro per la produzione della tintura indaco.
Sakhnin è situata su un sito antico, dove sono stati rinvenuti resti di colonne e cisterne. Fu menzionata come Sogane, una città fortificata nel 66, da Giuseppe Flavio.

## Società
La popolazione è costituita per la quasi totalità da arabi israeliani, per la grande maggioranza musulmani sunniti e in minoranza cristiani. Vi è in particolare un'importante comunità sufi. Una minoranza degli abitanti è composta da beduini delle tribù Zubeidat e Tarbiyeh.

## Sport

### Calcio
La squadra principale della città è l'Ihud Bnei Sakhnin.